# 나카야마 다다시
나카야마 다다시(일본어: 中山 正, 1912~1964)는 일본의 수학자이다. 표현론에 기여하였다.

## 생애
1912년 6월 5일 도쿄에서 태어났다. 1935년에 도쿄 제국 대학을 졸업하였고, 오사카 대학에서 조교로 일했다. 1937년에 오사카 대학 조교수가 되었다. 1941년에 오사카 대학에서 박사 학위를 수여받았고, 1942년에 새로 설립된 나고야 대학 조교수가 되었다. 1944년에 정교수로 승진하였다.
젊어서부터 결핵을 앓았으며, 1964년 6월 5일 결핵으로 사망하였다.

## 저서
- 中山 正 (1935). 《局所類体論》 (일본어). 岩波書店.
- 中山 正 (1944). 《束論I》 (일본어). 岩波書店.
- 中山 正 (1948). 《代数系と微分》 (일본어). 河出書房.
- 中山 正 (1948). 《集合、位相、代数系》 (일본어). 至文堂.
- 中山 正; 東屋 五郎 (1954). 《代数学II》 (일본어). 岩波書店.
- 中山 正; 服部 昭 (1957). 《ホモロジー代数学》 (일본어). 共立出版. ISBN 978-4-320-01946-1. 2013년 10월 5일에 원본 문서에서 보존된 문서. 2016년 5월 9일에 확인함.

## 참고 문헌
- “Obituary: Tadasi Nakayama”. 《Nagoya Mathematical Journal》 (영어) 27: i–vii. 1966. ISSN 0027-7630. MR 0191789.